# Nicole Riepl
Nicole Riepl (* 23. Oktober 1977 in Klagenfurt) ist eine österreichische Politikerin der Sozialdemokratischen Partei Österreichs (SPÖ). Vom 20. Mai 2020 bis zum 12. April 2023 war sie vom Kärntner Landtag entsandtes Mitglied des Bundesrates.

## Leben

### Ausbildung und Beruf
Nicole Riepl besuchte nach der Pflichtschule 1992 die Fachschule Hahrbach in Klagenfurt. Von 1993 bis 1996 absolvierte sie eine Lehre als Einzelhandelskauffrau bei Palmers. Anschließend war sie als Einzelhandelskauffrau tätig, seit 1999 führt sie einen landwirtschaftlichen Betrieb. Riepl ist verheiratet und Mutter zweier Kinder.

### Politik
Bei den Landwirtschaftskammerwahlen 2016 kandidierte sie für die SPÖ Bauern Kärnten. Seit November 2018 ist Riepl Bezirksfrauenvorsitzende der SPÖ-Frauen im Bezirk Völkermarkt, außerdem gehört sie dem Landesparteivorstand der SPÖ Kärnten an. Ab 2018 war sie Ersatzmitglied des Bundesrates, zunächst für Ingo Appé, ab 2019 für Gerhard Leitner. Nach dessen Tod am 19. Mai 2020 folgte sie ihm als vom Kärntner Landtag in den Bundesrat entsandtes Mitglied nach, am 4. Juni 2020 wurde sie angelobt. Im November 2021 wurde sie für drei weitere Jahre als SPÖ-Bezirksfrauenvorsitzende wiedergewählt. Nach der Landtagswahl in Kärnten 2023 schied sie mit 12. April 2023 aus dem Bundesrat aus.